# Aqüífer Terminal Complex
L'aqüífer Terminal Complex (CT) és una extensa reserva subterrània d'aigua fòssil situada en el nord del desert del Sàhara, entre Algèria i Tunísia. Cobreix la major part de la conca oriental del Sàhara Septentrional, uns 350.000 km². La seva profunditat està entre 100 i 600 m, i la potència mitjana és d'uns 300 m. El Complex limita al nord amb els xots algerians-tunisencs, a l'est amb el flanc oriental del Dahar, al sud amb els altiplans de Tinrhert i de Tademaït, i a l'oest amb la dorsal de la vall de M'Zab. Amb l'aqüífer Intercalar Continental, forma el Sistema Aqüífer del Sàhara Septentrional, un enorme aqüífer d'1 milió de km² que abasta zones d'Algèria, Tunísia i Líbia. L'aqüífer està dividit en dos sub-conques hidrològiques, el Gran Erg Oriental i la Hamada el Hamra.
Les zones d'abastiment es troben principalment en l'Atles Saharià pel nord, i en el Djebel Nafusa i el Djebel Hassawnah pel sud, des de Líbia. Les zones de sortida són als xots algerians-tunisencs i al golf de Sirte entre Misratah i Buwayrat al Hasun. Les anàlisis de l'aigua que s'obtenen a la ciutat d'Hassi Messaoud, important centre econòmic d'Algèria a causa de l'explotació petroliera, mostren una forta salinització, sobretot de clorur sòdic.
L'any 2000 s'observava un acusat descens de la capa freàtica, sobretot a les zones de forta explotació, a Algèria, entre Tuggurt, al sud i Biskra, al nord, on es troben els principals oasis i concentracions de població; a Tunísia, a la regió dels xots Nefzaoua i Djèrid, on es troben els principals oasis, i a Líbia, en el flanc oriental de la Hamada el Hamra, on entre 1972 i 1985 es van crear els principals camps de desenvolupament agrícola, sobre aigües del Cretaci superior i el Cenozoic. En conjunt, els descensos piezomètrics havien estat de 20 a 40 m de profunditat, amb una extracció de 41,5 m³/s. No obstant això, investigacions realitzades per satèl·lit van demostrar que la capa freàtica del Sàhara Septentrional s'ha anat carregant entre els anys 2003-2010 a un ritme de 1,4 km³ d'aigua anuals, el 40 % de l'aigua extreta. D'altra banda, a la província d'El Oued, en el nord-est de la zona sahariana d'Algèria, s'ha produït un curiós fenomen que consisteix en la pujada del nivell de la capa freàtica superficial a causa de la construcció de pous que han perforat el Complex, més profund, permetent l'ascens de l'aigua. La conseqüència ha estat la inundació dels ghouts, que són un sistema de cultiu empleat a Algèria consistent en captar aigua mitjançant pous per al reg de palmeres i horts. Hi ha més de 9.500 ghouts dels quals viuen unes 45.000 persones.